# بربارة لوف
بربارة لوف (بالإنجليزية: Barbara Love)‏ هي كاتِبة أمريكية، ولدت في 1937.